# Pansarkryssare

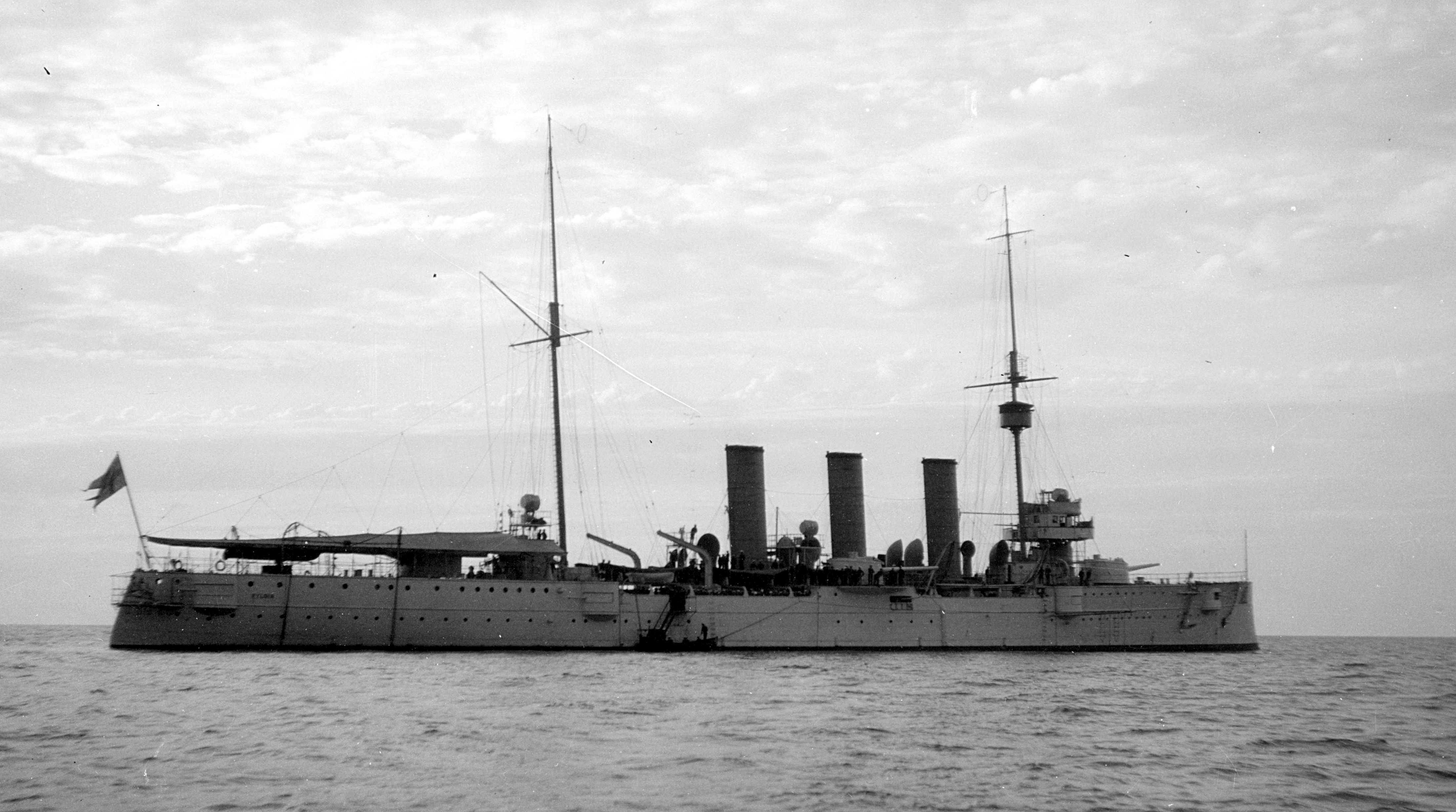
Den svenska pansarkryssaren HMS Fylgia 1921.

Pansarkryssare var en typ av kryssare, ett stridsfartyg som tillkom i slutet av 1800-talet. De var försedda både med vertikalt vattenlinjepansar och ett horisontellt eller välvt pansardäck för att skydda maskinerier, ammunitionsdurkar mm. De var tänkta att ha så tung beväpning och tjockt pansar att de kunde slå alla typer av örlogsfartyg utom slagskepp men vara snabbare än slagskepp.
Pansarkryssarna hade ett deplacement på 4.000-14.000 ton, och en bestyckning på från 8 stycken 15 centimeters kanoner till 10 stycken 23 centimeters kanoner och en marschfart av 18-25 knop. Inom stormaktsmarinerna byggdes de i stort antal. De var huvudsakligen avsedda för användning på världshaven, för att skydda respektive hota handelsförbindelser över haven. I den rollen uppträdde de ofta ensamma. De användes även som flaggskepp och flottiljledare i fjärran länder av kolonialmakterna. Sjöslaget vid Coronel 1914 är ett exempel på strid där två kryssardivisioner ledda av pansarkryssare drabbade samman långt från sina hemländer. Pansarkryssare kunde i nödfall även användas i stridslinjen tillsammans med slagskepp, men led då av bristfälligt skydd och kunde inte utnyttja sin högre fart. Japans flotta lyckades dock med denna taktik under Slaget vid Tsushima 1905, vilket satte fart på byggandet av pansarkryssare världen över.
Pansarkryssarna ersattes i slutet av första världskriget av slagkryssare och lätta kryssare.
Sverige har bara haft en pansarkryssare, HMS Fylgia som togs i bruk 1907.

## Noter

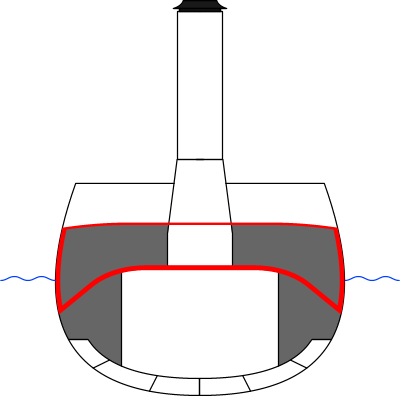
Pansarkryssare i genomsnitt
(Pansaret rödmarkerat).